# Caledon (Ontario)

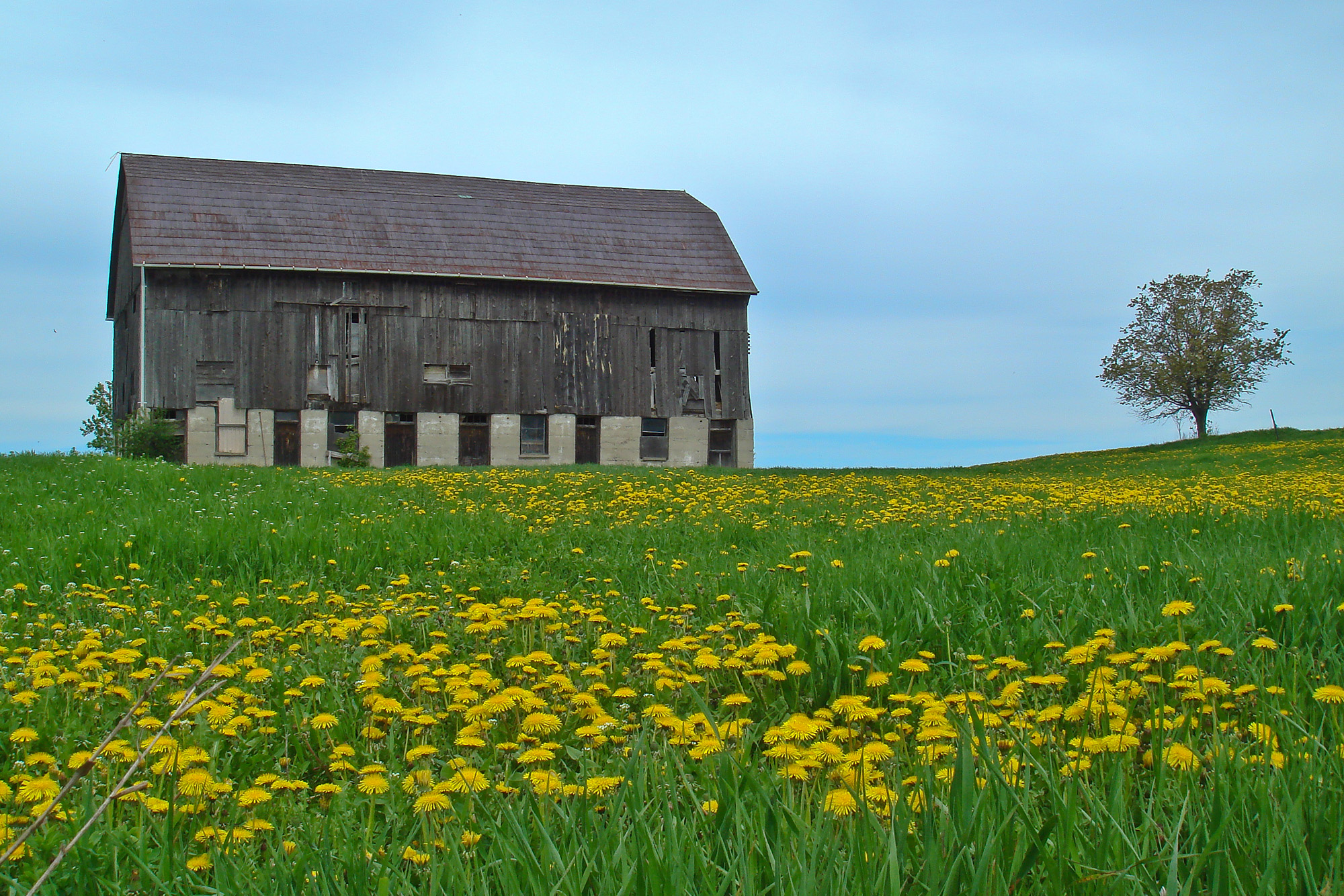
Granero dentro de los límites municipales de Caledon

Caledon es un pueblo canadiense de la provincia de Ontario enclavada dentro del Municipio Regional de Peel. Aunque es un núcleo urbano, su principal fuente de recursos es la agricultura y la vegetación.
El término está formado por un gran número de áreas urbanas, aldeas y caseríos siendo Bolton el principal centro urbano del municipio. Está situado al noroeste de Brampton. En cuanto a la población, según el censo de 2011, residían 59.460 habitantes.
Está considerada la ciudad más segura de Canadá por la revista MacLean's, sin embargo en 2010 aumentaron los índices de criminalidad tras el artículo de dicha publicación.

## Distritos escolares
del idioma inglés:
- Consejo Distrital de Escuelas de Peel
- Junta de Escuelas Católicas de Dufferin-Peel

del idioma francés:
- Conseil scolaire Viamonde
- Junta Escolar del Distrito Católico Centro-Sur